# Karl Maximilian von Sachsen

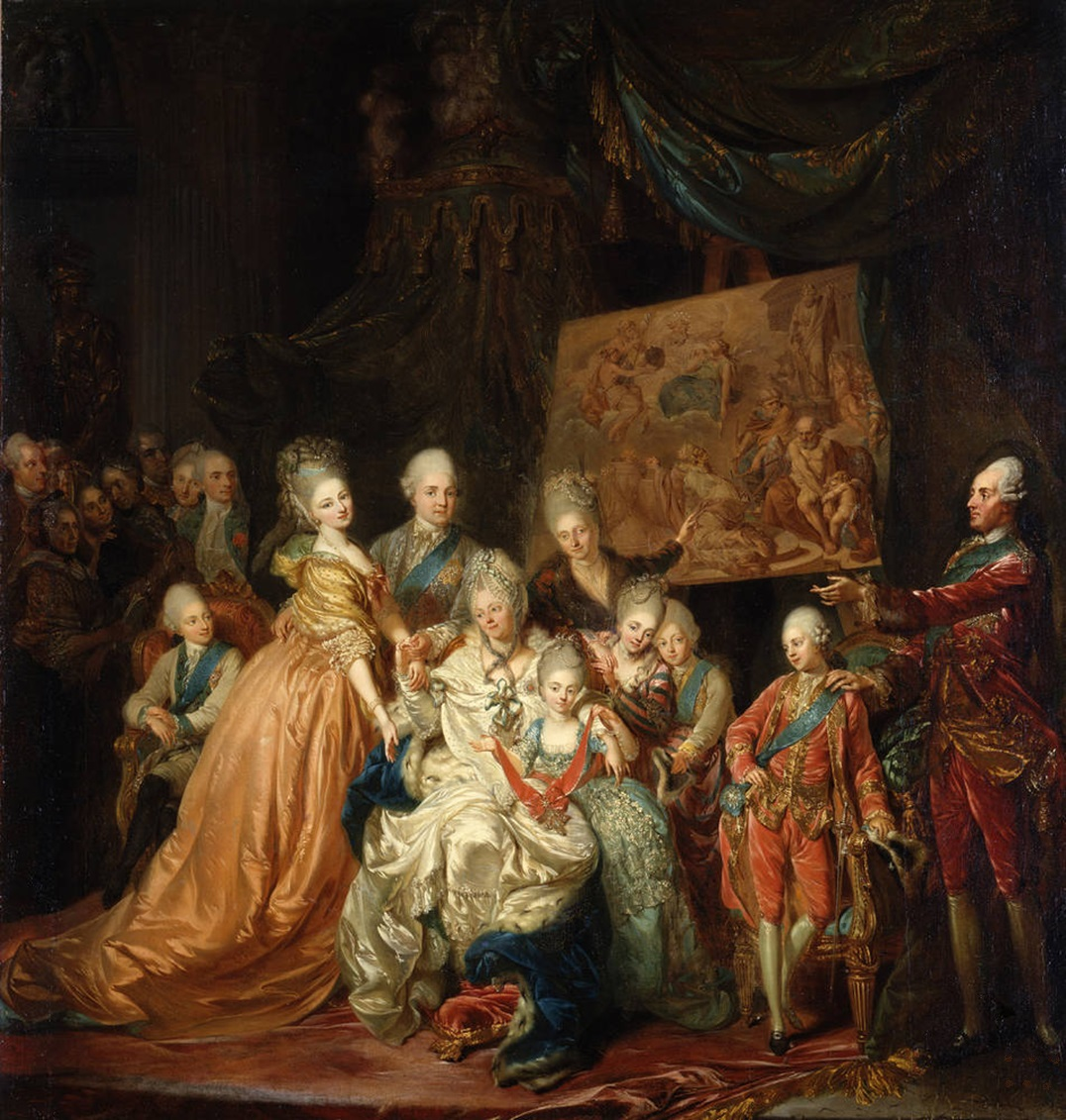
Schenau – Die kurfürstliche Familie 1772, 1. von links: Karl Maximilian

Karl Maximilian Maria Anton Johann Nepomuk Aloys Franz Xaver Januar von Sachsen (* 24. September 1752 in Dresden; † 8. September 1781 ebenda) war Prinz aus dem sächsischen Herrscherhaus der Albertiner, kursächsischer Offizier und Regimentschef.

## Leben
Er war der drittgeborene Sohn des sächsischen Kurfürsten Friedrich Christian (1722–1763) und der Kurfürstin Maria Antonia (1724–1780). Die nachmaligen sächsischen Könige Friedrich August I. (1750–1827) und Anton (1755–1836) waren seine Brüder.
Obwohl Prinz Karl Maximilian das Fußleiden des Vaters teilte, wurde er Offizier. 1755, im Alter von drei Jahren, übernahm er formal als Regimentschef das Infanterieregiment Nr. 7 unter tatsächlicher Führung von Oberst Georg Carl von Klingenberg, das nach der Kapitulation bei Pirna im Siebenjährigen Krieg unter Generalfeldmarschall Friedrich Karl Ferdinand von Braunschweig-Wolfenbüttel-Bevern als Infanterieregiment S 57 in die Preußische Armee eingegliedert wurde. Das in Sachsen derweil neu aufgestellte Infanterieregiment Nr. 6 wurde Prinz Karl Maximilian 1758, im Alter von sechs Jahren, erneut aufgetragen. Die nominelle Unterstellung von Regimentern unter minderjährige Prinzen war ein übliches Verfahren während der frühen Neuzeit und sollte diese möglichst früh in der Kriegskunst unterweisen und auf spätere höhere militärische Stellungen vorbereiten.
Karl verstarb im September 1781, zwei Wochen vor seinem 29. Geburtstag. Die Trauerrede in der Katholischen Hofkirche hielt der kurfürstliche Hofprediger Matthias Becker, der dies im Jahr zuvor schon für Karls Mutter Maria Antonia getan hatte. Karl Maximilian wurde in der Großen Gruft der Hofkirche bestattet.

## Vorfahren
| Ahnentafel von Karl Maximilian von Sachsen | Ahnentafel von Karl Maximilian von Sachsen                                                       | Ahnentafel von Karl Maximilian von Sachsen                                                                    | Ahnentafel von Karl Maximilian von Sachsen                                                       | Ahnentafel von Karl Maximilian von Sachsen                                                                          | Ahnentafel von Karl Maximilian von Sachsen                                                        | Ahnentafel von Karl Maximilian von Sachsen                                                       | Ahnentafel von Karl Maximilian von Sachsen                                                       | Ahnentafel von Karl Maximilian von Sachsen                                                                          |
| ------------------------------------------ | ------------------------------------------------------------------------------------------------ | --- | ------------------------------------------------------------------------------------------------ | --- | ------------------------------------------------------------------------------------------------- | ------------------------------------------------------------------------------------------------ | ------------------------------------------------------------------------------------------------ | --- |
| Ururgroßeltern                             | Kurfürst Johann Georg III. (1647–1691) ⚭ 1666 Anna Sophie von Dänemark und Norwegen (1647–1717)  | Markgraf Christian Ernst von Brandenburg-Bayreuth (1644–1712) ⚭ 1671 Sophie Luise von Württemberg (1642–1702) | Kaiser Leopold I. (1640–1705) ⚭ 1676 Eleonore Magdalene von der Pfalz (1655–1720)                | Herzog Johann Friedrich von Braunschweig-Calenberg (1625–1679) ⚭ 1668 Benedicta Henriette von der Pfalz (1652–1730) | Kurfürst Ferdinand Maria von Bayern (1636–1679) ⚭ 1652 Henriette Adelheid von Savoyen (1636–1679) | König Johann III. Sobieski (1629–1696) ⚭ 1665 Maria Kazimiera Sobieska (1641–1716)               | Kaiser Leopold I. (1640–1705) ⚭ 1676 Eleonore Magdalene von der Pfalz (1655–1720)                | Herzog Johann Friedrich von Braunschweig-Calenberg (1625–1679) ⚭ 1668 Benedicta Henriette von der Pfalz (1652–1730) |
| Urgroßeltern                               | König August II. (1670–1733) ⚭ 1693 Christiane Eberhardine von Brandenburg-Bayreuth (1671–1727)  | König August II. (1670–1733) ⚭ 1693 Christiane Eberhardine von Brandenburg-Bayreuth (1671–1727)               | Kaiser Joseph I. (1678–1711) ⚭ 1699 Wilhelmine Amalie von Braunschweig-Lüneburg (1673–1742)      | Kaiser Joseph I. (1678–1711) ⚭ 1699 Wilhelmine Amalie von Braunschweig-Lüneburg (1673–1742)                         | Kurfürst Maximilian II. Emanuel (1662–1726) ⚭ 1695 Therese Kunigunde von Polen (1676–1730)        | Kurfürst Maximilian II. Emanuel (1662–1726) ⚭ 1695 Therese Kunigunde von Polen (1676–1730)       | Kaiser Joseph I. (1678–1711) ⚭ 1699 Wilhelmine Amalie von Braunschweig-Lüneburg (1673–1742)      | Kaiser Joseph I. (1678–1711) ⚭ 1699 Wilhelmine Amalie von Braunschweig-Lüneburg (1673–1742)                         |
| Großeltern                                 | König August III. (1696–1763) ⚭ 1719 Maria Josepha von Österreich (1699–1757)                    | König August III. (1696–1763) ⚭ 1719 Maria Josepha von Österreich (1699–1757)                                 | König August III. (1696–1763) ⚭ 1719 Maria Josepha von Österreich (1699–1757)                    | König August III. (1696–1763) ⚭ 1719 Maria Josepha von Österreich (1699–1757)                                       | Kaiser Karl VII. (1697–1745) ⚭ 1722 Maria Amalia von Österreich (1701–1756)                       | Kaiser Karl VII. (1697–1745) ⚭ 1722 Maria Amalia von Österreich (1701–1756)                      | Kaiser Karl VII. (1697–1745) ⚭ 1722 Maria Amalia von Österreich (1701–1756)                      | Kaiser Karl VII. (1697–1745) ⚭ 1722 Maria Amalia von Österreich (1701–1756)                                         |
| Eltern                                     | Kurfürst Friedrich Christian von Sachsen (1722–1763) ⚭ 1747 Maria Antonia von Bayern (1724–1780) | Kurfürst Friedrich Christian von Sachsen (1722–1763) ⚭ 1747 Maria Antonia von Bayern (1724–1780)              | Kurfürst Friedrich Christian von Sachsen (1722–1763) ⚭ 1747 Maria Antonia von Bayern (1724–1780) | Kurfürst Friedrich Christian von Sachsen (1722–1763) ⚭ 1747 Maria Antonia von Bayern (1724–1780)                    | Kurfürst Friedrich Christian von Sachsen (1722–1763) ⚭ 1747 Maria Antonia von Bayern (1724–1780)  | Kurfürst Friedrich Christian von Sachsen (1722–1763) ⚭ 1747 Maria Antonia von Bayern (1724–1780) | Kurfürst Friedrich Christian von Sachsen (1722–1763) ⚭ 1747 Maria Antonia von Bayern (1724–1780) | Kurfürst Friedrich Christian von Sachsen (1722–1763) ⚭ 1747 Maria Antonia von Bayern (1724–1780)                    |
| Karl Maximilian                            |                                                                                                  | |                                                                                                  | |                                                                                                   |                                                                                                  |                                                                                                  | |